# 85 Sky Tower
A 85 Sky Tower (kínaiul: 高雄85大樓; pinjin: Gāoxióng 85 Dàlóu; pe̍h-ōe-jī: Ko-hiông 85 Tōa-lâu), korábbi nevén T & C Tower vagy Tuntex Sky Tower 85 emeletes, szupermagas felhőkarcoló a tajvani Kaohsziung városának Lingja kerületében. Az építmény 347,5 méter magas, a rajta lévő antenna a csúcsmagasságot 378 méterre növeli. Az 1994 és 1997 között az azóta megszűnt Tuntex Group által épített felhőkarcoló Kaohsziung legmagasabb épülete, és egész Tajvan legmagasabb épülete volt a Taipei 101 2004-es átadásáig; második helyét azóta is őrzi.
2023-tól az épület szinte teljesen üresen áll, kivéve néhány társasházi lakást (néhány rövid távú bérbeadásra) és a 12. és 35. emelet közötti irodákat. Sok emeletet évtizedek óta nem használnak, így az állapotuk koszossá és leromlottá vált. Az épület megnyitása idején egykor áruház, fedett vidámpark, ötcsillagos szálloda, csillagvizsgáló, steakhouse és diszkó, VIP-klub és spa, valamint egyéb létesítmények működtek benne.

## Építészeti jellemzői
Az épületet a C.Y. Lee & Partners és a Hellmuth, Obata & Kassabaum (HOK) tervezte, és szokatlan módon két különálló, 39 emeletes részből áll, amelyek egy hangvillához hasonló kialakítású, egyetlen központi toronyban egyesülnek, és egy toronyként emelkednek fölfelé. Ez az egyedi kialakítás jelentős teret hagy a torony központi része alatt. A tervezést a kínai KAO (高) karakter ihlette, amely magasat jelent, és a város nevében is szerepel. John W. Milton volt a projektigazgató a Turner International Inc. (New York), a Turner Construction leányvállalata nevében.
Az épületben nincs 44. emelet a kínai kultúrkörre jellemző tetrafóbia miatt, így a 43. emelet közvetlenül a 45. emelethez csatlakozik; az 57. emelet, amely egy gépészeti emelet, az 57A számot viseli. A piramis alakú korona három emelet magasságának felel meg, ezért 83–85-ös számúként jelölték őket, hogy kerek számot kapjanak. A 80. emelet feletti szintekre nem visz fel lift. Az épület rendelkezik a világ egyik legnagyobb átriumával, amely a 45. emelet báltermétől egészen a 83. emeletig tart. 2015-től az egész átrium sötétben és üresen áll.

## Jelenlegi hasznosítása
A 34. és 35. emeletet jelenleg a Look Hotel Group (kínaiul: 樂活商旅租) bérli. Az azóta megszűnt 85 Sky Tower Hotel (kínaiul: 君鴻國際酒店) a 37-től 85-ig terjedő szinteket foglalta el, és az övék volt a kilátóterasz is. Az alsó szintek mindkét oldalán kihasználatlan irodahelyiségek és garzonlakások foglalnak helyet.

## Galéria

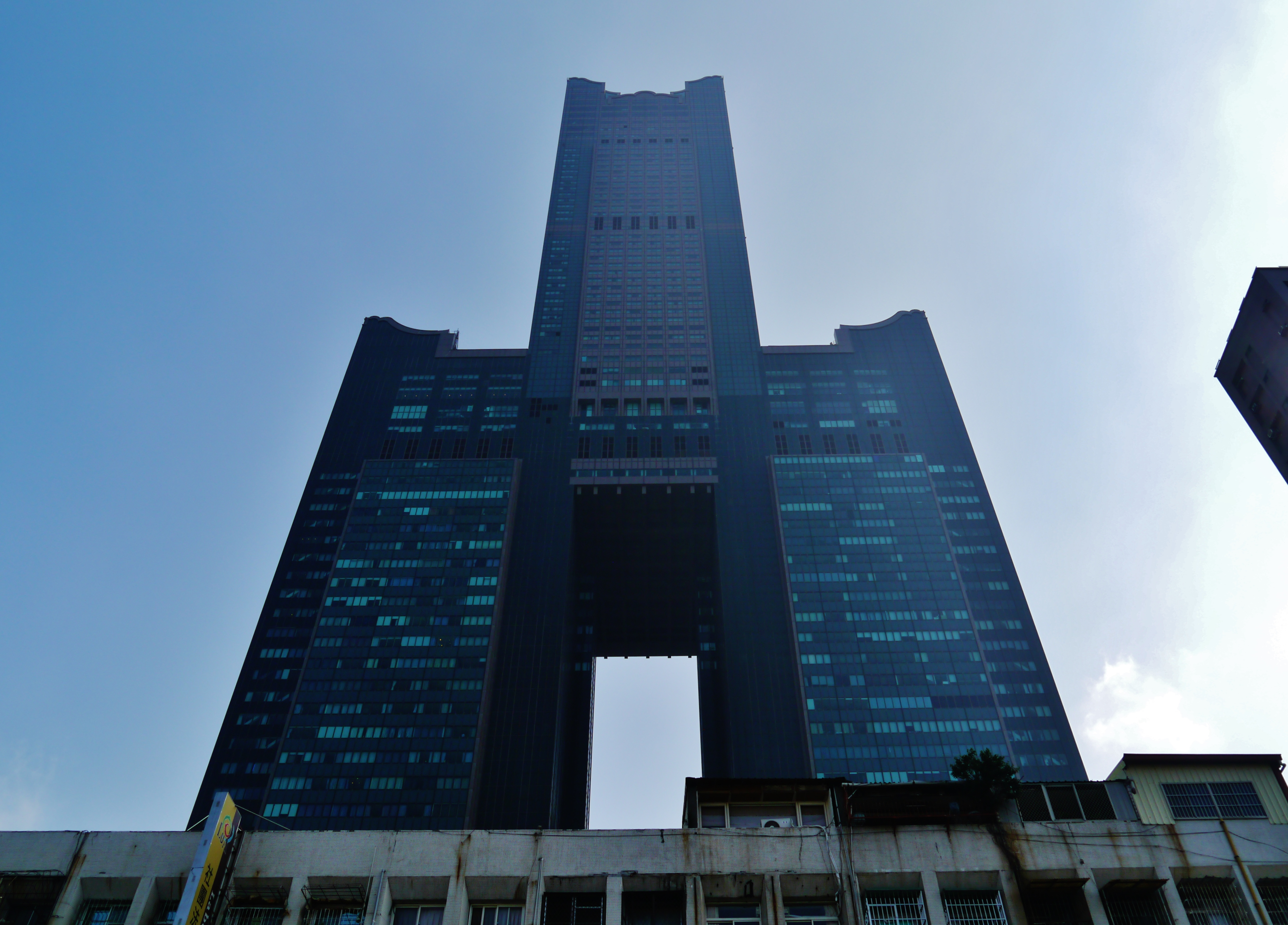
Az épület alulról
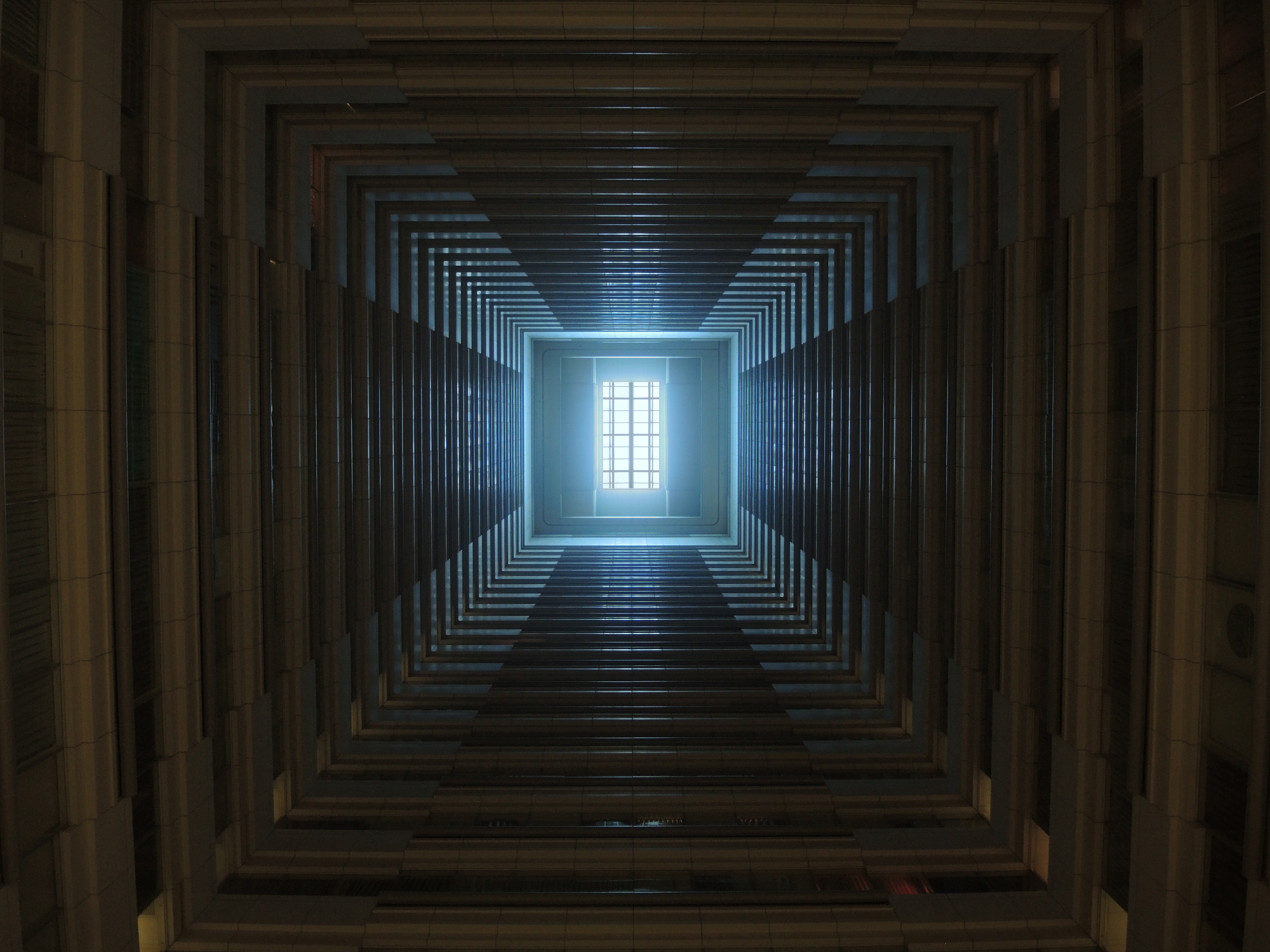
Az átrium alulnézetből
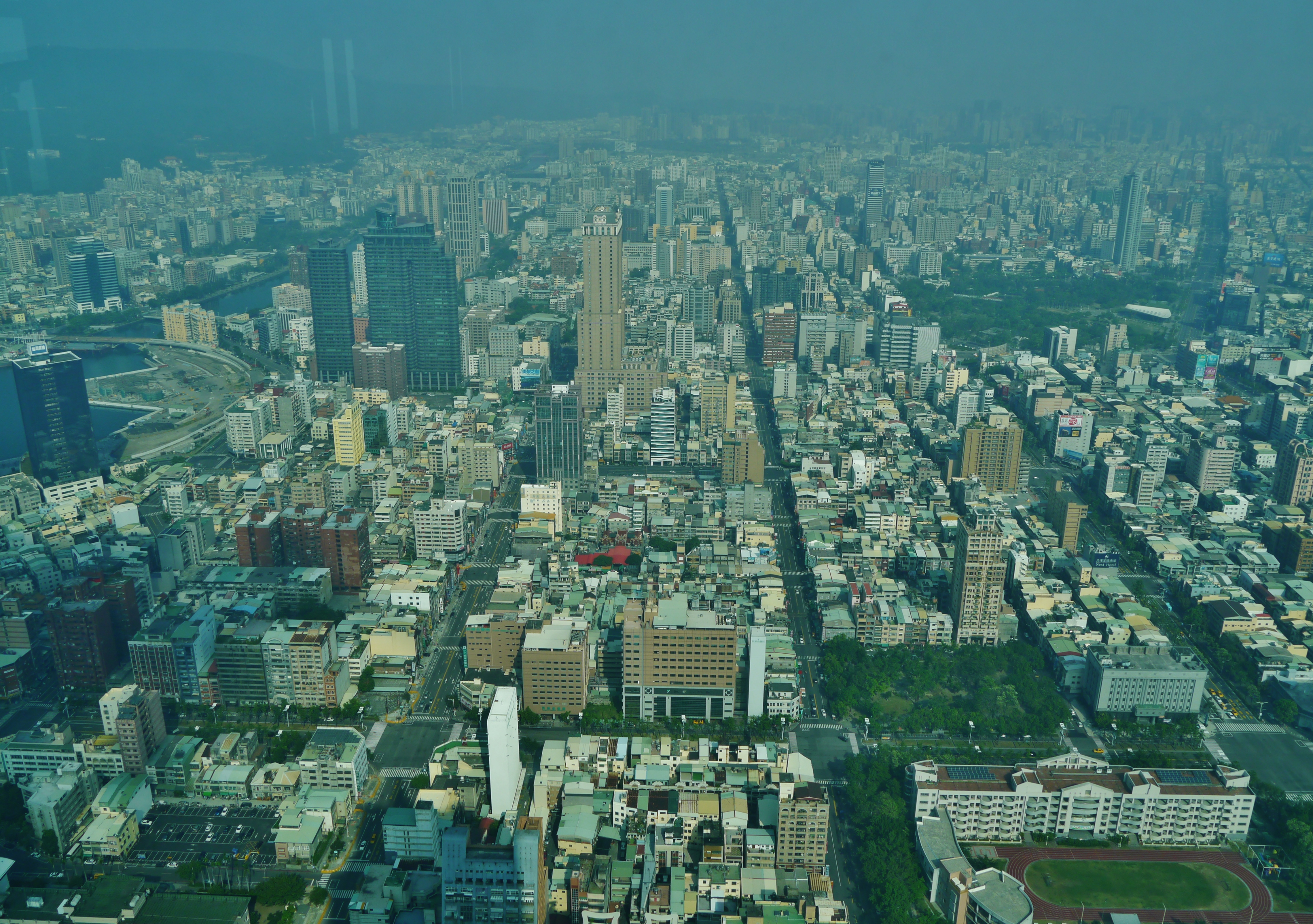
Kilátás a torony tetejéről
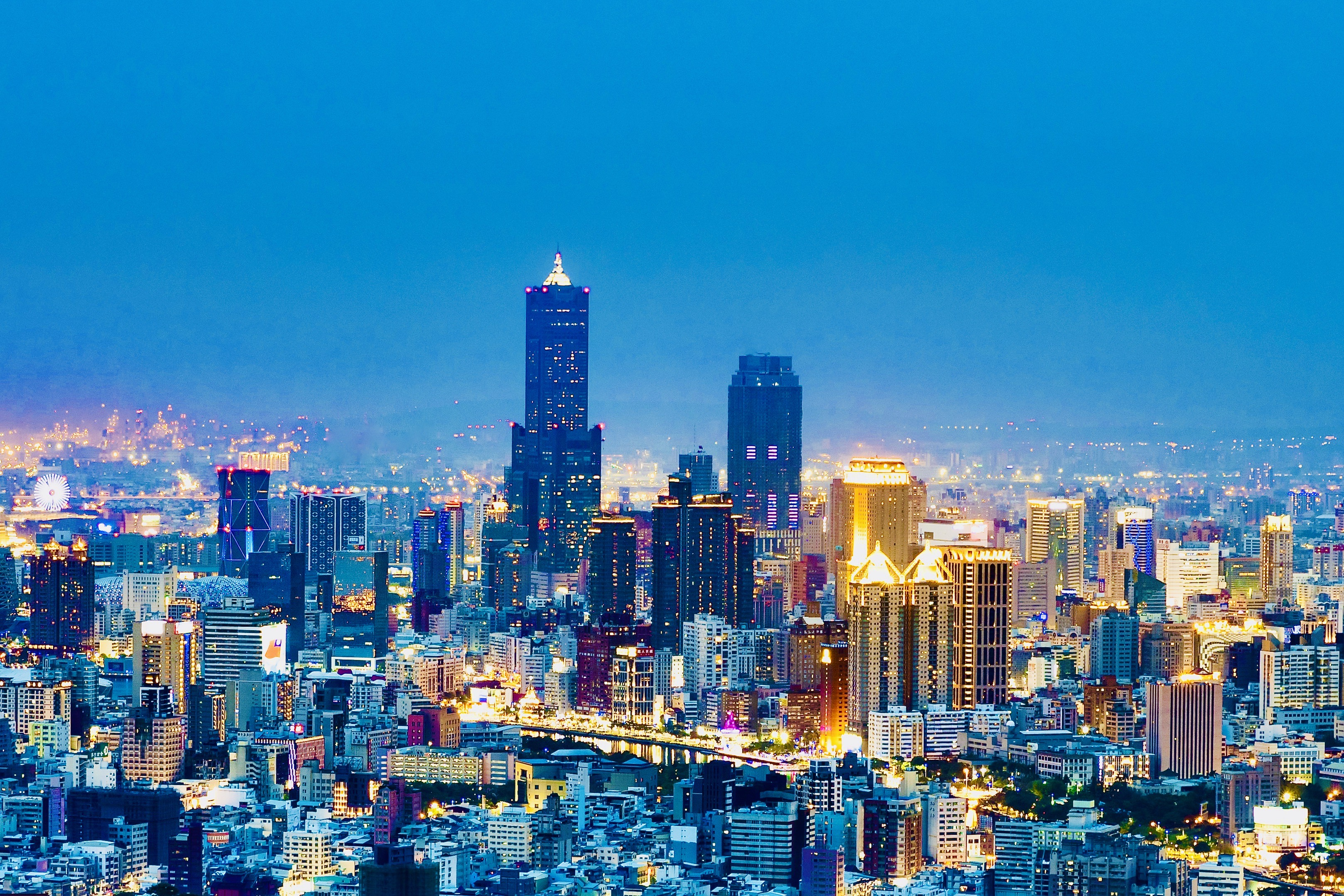
Éjszakai díszkivilágítással

## Fordítás
- Ez a szócikk részben vagy egészben  a(z)   85 Sky Tower című angol Wikipédia-szócikk ezen változatának fordításán alapul.  Az eredeti cikk szerkesztőit annak laptörténete sorolja fel. Ez a jelzés csupán a megfogalmazás eredetét és a szerzői jogokat jelzi, nem szolgál a cikkben szereplő információk forrásmegjelöléseként.